# Amadou Dia Ba
El Hadj Amadou Dia Ba (22 de setembro de 1958) é um antigo atleta senegalês que competia na modalidade de 400 metros com barreiras. Ganhou a medalha de prata olímpica em 1998, prova em que conseguiu a sua melhoe marca pessoal, em 47,23s. Competiu em três edições consecutivas dos Jogos Olímpicos entre 1984 e 1992. Depois de abandonar a carreira de praticante, desempenhou vários cargos em diversas organizações mundiais ligadas ao desporto.

## Feitos principais
| Ano  | Prova                                | Local                 | Resultado | Prova                    |
| ---- | ------------------------------------ | --------------------- | --------- | ------------------------ |
| 1978 | Campeonatos Africanos                | Argel, Argélia        | 3º        | Salto em altura          |
| 1983 | Universíadas                         | Edmonton, Canadá      | 2º        | 400 metros com barreiras |
|      | Campeonato Mundial                   | Helsínquia, Finlândia | 7º        | 400 metros com barreiras |
| 1985 | Campeonato do Mundo em Pista Coberta | Paris, França         | 4º        | 400 metros               |
| 1987 | Campeonatos Africanos                | Nairobi, Quénia       | 1º        | 400 metros com barreiras |
|      | Campeonato Mundial                   | Roma, Itália          | 5º        | 400 metros com barreiras |
| 1988 | Jogos Olímpicos                      | Seoul, Coreia do Sul  | 2º        | 400 metros com barreiras |
| 1989 | Jogos da Francofonia                 | Casablanca, Marrocos  | 1º        | 400 metros com barreiras |
| 1991 | Campeonatos Africanos                | Cairo, Egipto         | 3º        | 400 metros com barreiras |